# Captains Flat
Captains Flat est un village australien situé dans la zone d'administration locale de Queanbeyan–Palerang, en Nouvelle-Galles du Sud. 

## Géographie
Captains Flat est situé dans la région des Plateaux du sud, à 60 km à l'est de Canberra.

## Histoire
La localité est créée avec l'exploitation de mines d'or, argent, plomb, cuivre et zinc dans les collines dominant la vallée de la Molonglo et connaît un fort développement entre 1881 et 1899.
Captains Flat fait partie de la zone d'administration locale de Palerang, créée en 2004, puis de celle de Queanbeyan-Palerang depuis la création ce celle-ci en 2016.

## Démographie
| 2001 | 2011 | 2016 | 2021 |
| ---- | ---- | ---- | ---- |
| 419  | 436  | 449  | 473  |